# Chủ nghĩa bảo vệ động vật
Chủ nghĩa bảo vệ động vật (Animal protectionism) là một quan điểm trong lý thuyết về quyền động vật, theo đó thuyết này ủng hộ, cổ xúy cho sự thay đổi theo chiều hướng gia tăng việc theo đuổi lợi ích của những động vật không phải con người (non-human), tranh đấu, bảo vệ, bảo hộ cho những động vật, quyền lợi của động vật, phúc lợi động vật, đồng thời chống ngược đãi động vật dưới bất kỳ hình thức nào và kịch liệt phải đối việc giết chóc động vật nhưng trên quan điểm cho rằng động vật vẫn dưới cấp so với con người.
Chủ nghĩa bảo vệ động vật trái ngược với chủ nghĩa bãi bõ, quan điểm cho rằng con người không có quyền đạo đức để sử dụng động vật và không có quyền hợp pháp, bất kể động vật bị đối xử như thế nào xuất phát từ việc xem con người và động vật là bình đẵng với nhau, không có chuyện đẳng cấp loài. Những người theo chủ nghĩa bảo vệ động vật đồng ý với những người theo chủ nghĩa bãi bỏ rằng mô hình bảo vệ động vật vì quyền lợi động vật mà theo đó động vật có thể được sử dụng làm thức ăn, quần áo, giải trí và làm đối tượng trong các thí nghiệm miễn là sự đau khổ của chúng được gia giảm, quan điểm này đã thất bại về mặt đạo đức và chính trị, nhưng cho rằng triết lý của nó có thể được điều chỉnh lại.
Robert Garner của Đại học Leicester, một nhà bảo vệ học thuật hàng đầu, lập luận rằng việc sử dụng động vật trong một số trường hợp có thể là chính đáng, mặc dù nó nên được quản lý tốt hơn, và việc theo đuổi cách đối xử tốt hơn và thay đổi gia tăng là phù hợp với việc giữ một tư tưởng chủ nghĩa bãi bõ. Gary Francione là giáo sư luật tại Trường Luật Rutgers-Newark và là một người theo chủ nghĩa bãi bõ hàng đầu, gọi cách tiếp cận này là "chủ nghĩa vị kỷ mới" (New welfarism). Ông coi nó là phản tác dụng vì nó thuyết phục công chúng một cách sai lầm rằng những con vật họ sử dụng đang được đối xử tử tế và việc tiếp tục sử dụng do đó là chính đáng. Francione coi quan điểm của chủ nghĩa bãi bõ là quan điểm duy nhất có thể được gọi đúng nghĩa là quyền động vật.
Một trong những lập luận mà những người theo chủ nghĩa bãi bõ đưa ra để chống lại chủ nghĩa bảo hộ động vật là thiên về những cải tiến nhỏ trong phúc lợi động vật giúp cứu vãn lương tâm bằng cách thuyết phục công chúng rằng việc họ sử dụng động vật không phải là trái đạo đức, do đó, cải cách phúc lợi có thể phản tác dụng. Những người theo chủ nghĩa bãi bỏ cũng cho rằng cải cách thực sự luôn không thành công, bởi vì các ngành công nghiệp phụ thuộc vào việc sử dụng động vật sẽ không thực hiện thay đổi làm tổn hại đến tỷ suất lợi nhuận của họ, nghĩa là, tình trạng tài sản của động vật cấm cải tạo sẽ làm tổn hại đến lợi ích của chủ nhân. Vì lý do đó, những người theo chủ nghĩa bãi bõ lập luận rằng điều quan trọng đó là tình trạng xem động vật là tài sản phải bị xóa bỏ mới là căn cơ
Robert Garner lập luận chống lại điều này rằng cải cách phúc lợi không chỉ đơn giản là một bài dàn dựng trên con đường bãi bỏ, mà tự nó là mong muốn của những người yêu động vật. Về lý thuyết, một cách tiếp cận dựa trên quyền của động vật có thể hài lòng với một hệ thống phúc lợi trong đó sự đau khổ của động vật, nếu không phải do việc sử dụng động vật sẽ được giảm thiểu, mặc dù ông thừa nhận rằng điều này khó xảy ra. Ông cũng lập luận rằng Francione đã không chỉ ra rằng những cải thiện trong phúc lợi thuyết phục công chúng rằng tất cả đều tốt. Thay vào đó, ông lập luận, cải cách có tác dụng nâng cao ý thức cộng đồng về lợi ích của động vật trong xã hội của con người và người ta nên trân quý chúng.
Chủ nghĩa bãi bỏ hay chủ nghĩa giải phóng động vật thì các nhà chủ trương giải phóng động vật hiện đại và từ đó công nhận quyền động vật, thì vấn đề đạo đức khi xem xét đến các loài động vật không phải người, là chúng có đau khổ hay không, và khả năng đau khổ cũng như vui sướng như là những đặc điểm tạo cho một sinh vật quyền để được xem xét bình đẳng, những quyền lợi của động vật phải được xem xét bình đẳng với các quyền con người. Hầu hết, nếu không phải là tất cả, các xã hội con người đều cho phép sử dụng các động vật làm thực phẩm. Chúng ta được cho phép để làm như vậy, nhưng phải tránh những biện pháp tàn ác của việc giết mổ và những tập quán chăn nuôi tàn ác. Sự tàn ác một cách bừa bãi và việc hủy hoại không cần thiết đời sống động vật không có thể lý giải được.